# Deimern
Deimern ist ein Ortsteil der Stadt Soltau im Landkreis Heidekreis in Niedersachsen. Die Ortschaft hat ca. 185 Einwohner.

## Geografie
Deimern liegt in der Lüneburger Heide nordöstlich von Soltau. Bei Deimern kreuzen sich die Kreisstraßen 2 und 3. Im Großen Moor bei Grasengrund entspringt die Große Aue, die das Naturschutzgebiet Ehbläcksmoor durchfließt.
Zu Deimern gehören die Weiler Timmerloh, Harmelingen und Grasengrund.

## Geschichte
Bei Deimern wurden verschiedene archäologische Fundstücke aus der späten jüngeren Altsteinzeit
(Hamburger Kultur) ausgegraben. Die Flintartefakte sind etwa 14.000 bis 15.000 Jahre alt. Sie sind heute im Landesmuseum Hannover Abteilung „Menschenwelten“ zu sehen.

Flintartefakte
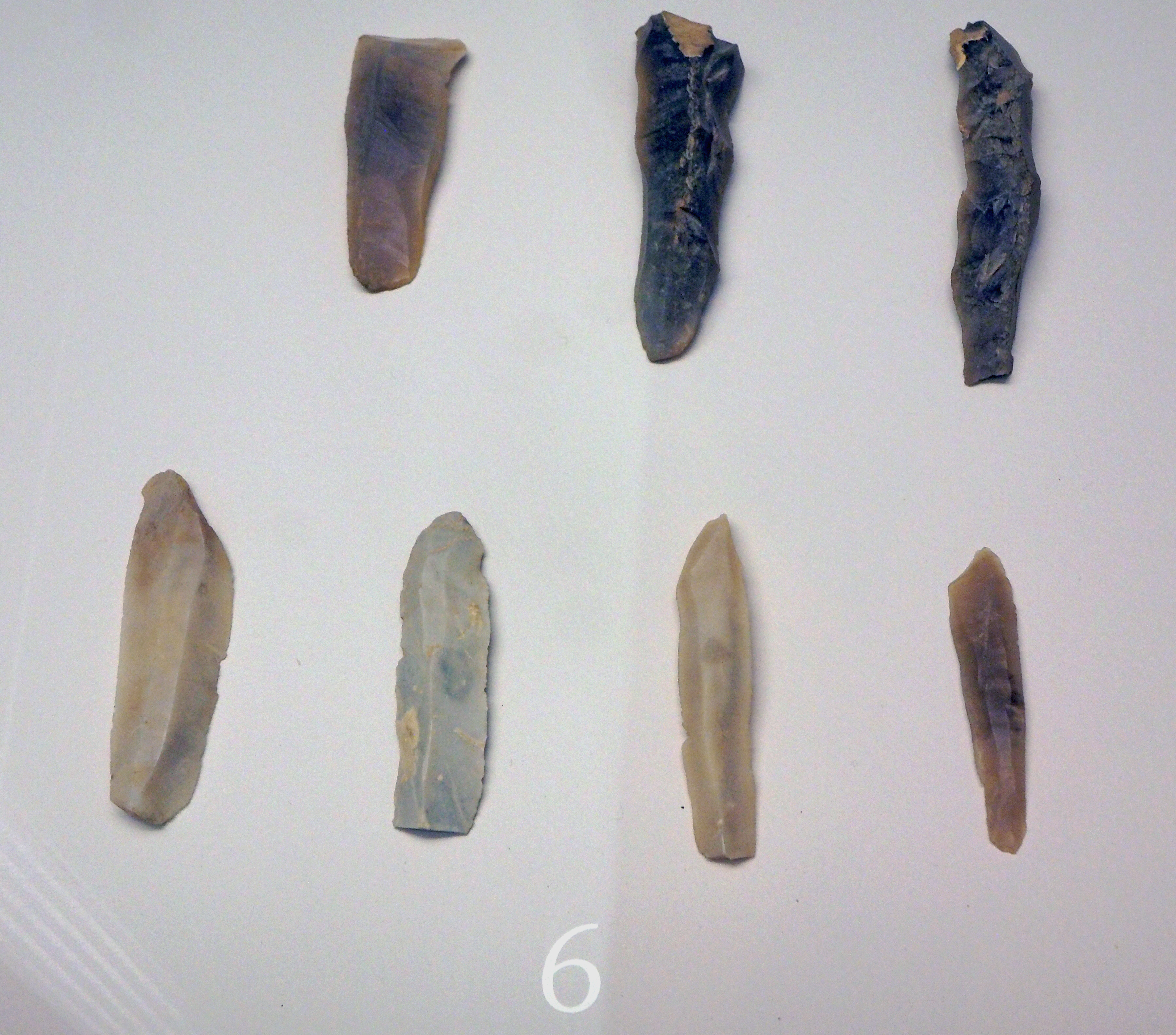
Klingen
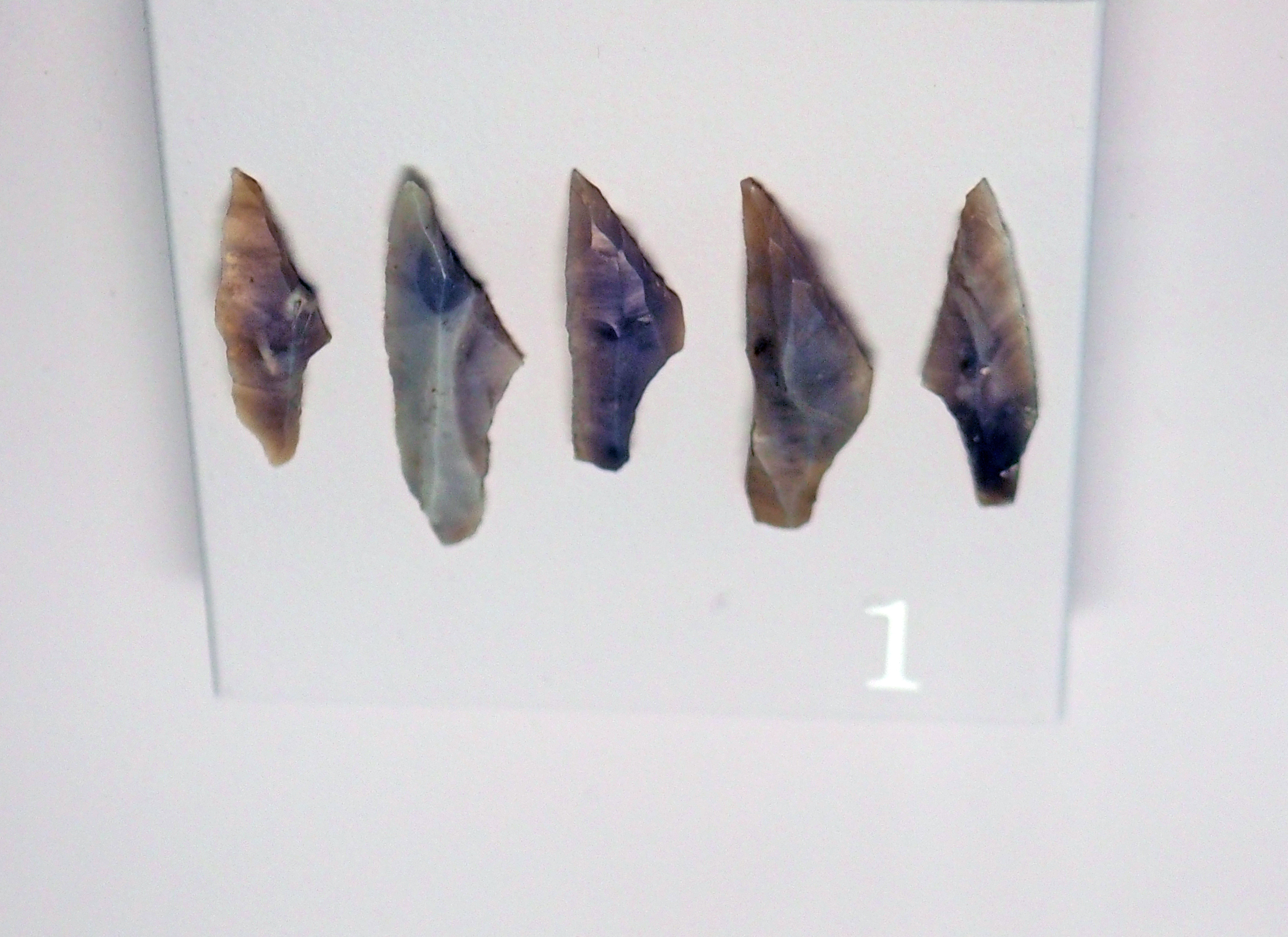
Kerbspitzen
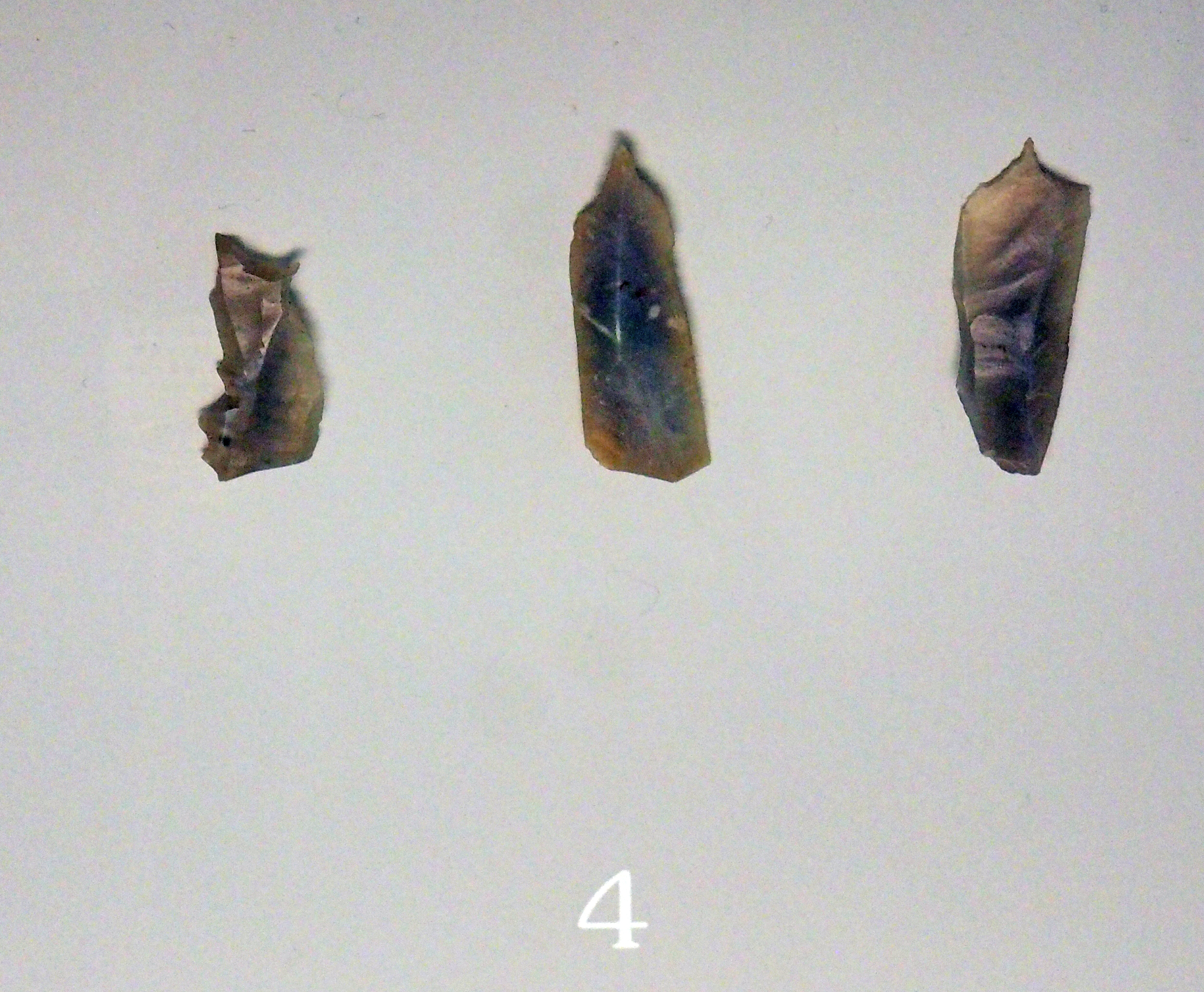
Bohrer
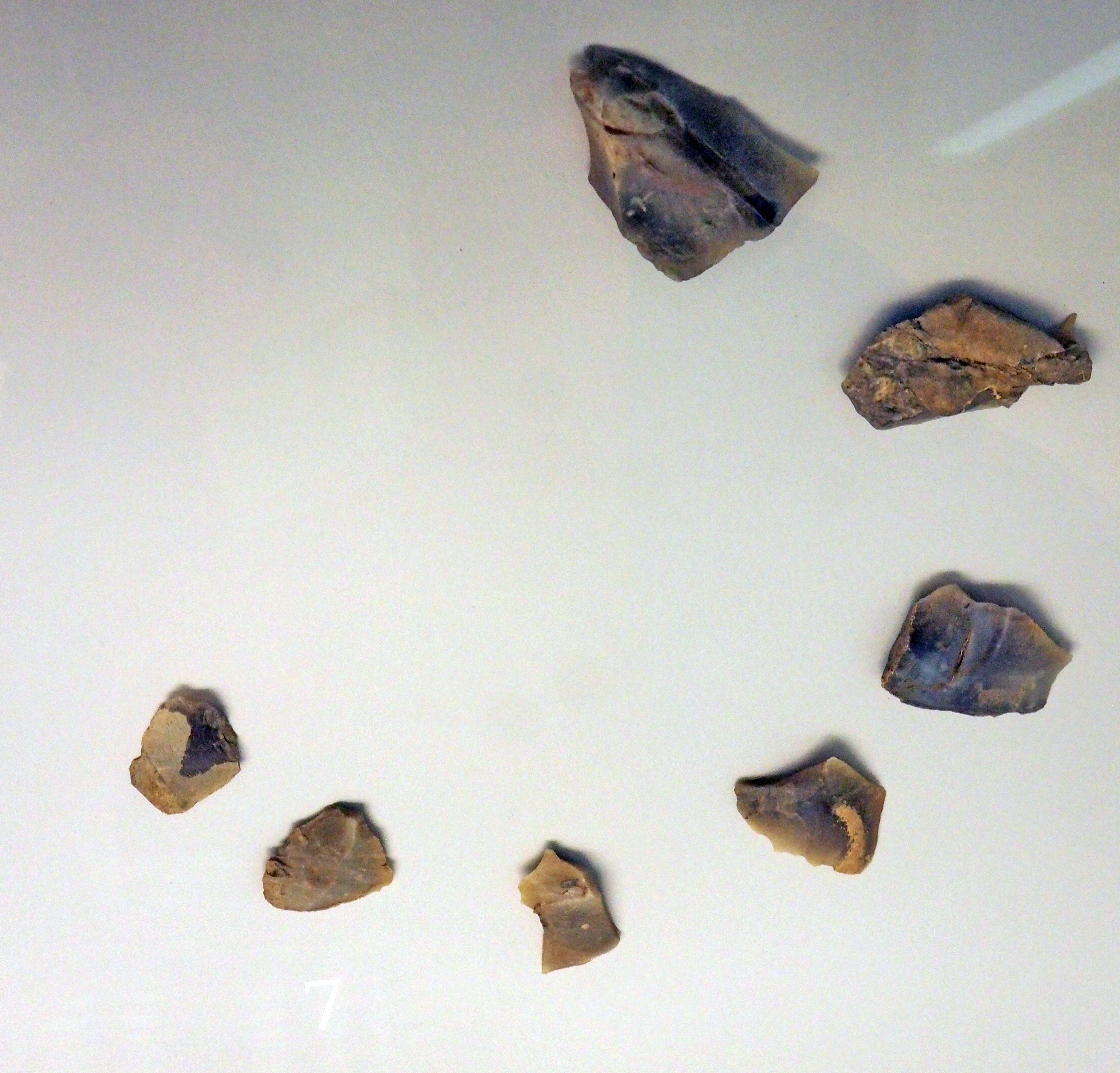
Abschläge

Am 1. März 1974 wurde Deimern in die Stadt Soltau eingegliedert.

## Politik
Ortsvorsteher ist Jürgen Wallmann.

## Sehenswürdigkeiten
In der Liste der Baudenkmale in Soltau sind für Deimern zwei Baudenkmale aufgeführt.